# 덕촌초등학교
덕촌초등학교는 대한민국 경상북도 구미시 옥성면에 있는 초등학교이다.

## 학교 연혁
- 1938년 6월 9일 옥성공립심상소학교 부설 덕촌간이학교 설립 인가
- 1943년 5월 1일 옥성남부국민학교 개교
- 1949년 4월 1일 덕촌국민학교로 개칭
- 1981년 3월 1일 병설유치원 개원
- 1996년 3월 1일 덕촌초등학교로 교명 변경
- 2013년 9월 1일 제30대 김기홍 교장 부임
- 2015년 2월 13일 제67회 졸업식(졸업생 7명, 누계 3,653명)